# Hyperprosopon ellipticum
Hyperprosopon ellipticum är en fiskart som först beskrevs av Gibbons, 1854.  Hyperprosopon ellipticum ingår i släktet Hyperprosopon och familjen Embiotocidae. Inga underarter finns listade i Catalogue of Life.